# 山口怜子
山口 怜子（やまぐち れいこ、1944年 - ）は、日本の著名なパッチワークキルト作家である。その創作活動は多岐にわたり、日本のキルト界において独自の地位を確立している。
また、山口は、創業以来続く老舗である山口酒造所の女将としても知られている。伝統ある酒造りの家を守りながら、地域文化の継承にも貢献している。
さらに、山口は料理研究家としても活動を展開している。豊かな知識と経験に基づいた料理は、多くの人々に支持されている。パッチワークキルト制作に加え、食に関する分野においてもその才能を発揮していることは特筆すべき点である。

## 来歴
大分県日田郡大山町（現・日田市）の出身である。父は、大山町長および大山町農業協同組合長を務めた矢幡治美（やはた はるみ）である。
22歳の時、山口は福岡県久留米市に所在する酒造「庭の鶯（にわのうぐいす）」に嫁いだ。これを機に、古着を用いた布の継ぎ接ぎを始める。26歳となった時、尺貫法廃止令が公布される中で、尺貫法を用いた独自の日本キルトパターンを開発した。
1982年、山口はアメリカのナショナルキルト連盟に招待され、出品した作品9点が受賞に至った。そのうち3点は、最高賞であるブルーリボン賞を受賞するという輝かしい成果を収めた。この受賞を契機として、山口は世界中から注目を集めるようになり、各国の大使から招待を受けるようになった。1990年には、朝日新聞主催による日本巡回展が開始された。その他、数々の賞を受賞している。
キルト作家としての活動に加えて、山口は地熱料理の研究にも力を注いでいる。2004年には、「地熱たべもの研究所」を熊本県岳の湯に建設し、温泉地熱の蒸気を利用した食品の開発を積極的に進めている。

## 経歴
- 大分県立日田高等学校卒業
- 杉野服飾大学短期大学部卒業

## 実績
1966年
酒造 庭の鶯10代目女将を務める。
1982年
アメリカのナショナルキルト連盟よりブルーリボン賞を受賞。
2004年(60歳)　地熱料理研究家として「地熱たべもの研究所」を熊本岳ノ湯に建設。

## 書籍
- 『花裂あわせ 山口怜子パッチワークキルト なごり布・折々に美しく』日本ヴォーグ社、1987年。ISBN 978-4-529-01304-8
- 『山口怜子作品展 古裂パッチワークの世界』朝日新聞社西部本社企画部、1990年頃。
- 『山口怜子パッチワーク撰集1 光の誕生』葦書房、1999年。ISBN 978-4-7512-0749-9
- 『山口怜子パッチワーク撰集2 雨宿り』山口怜子デザイン室、2006年。